# Солнечные Часы (созвездие)

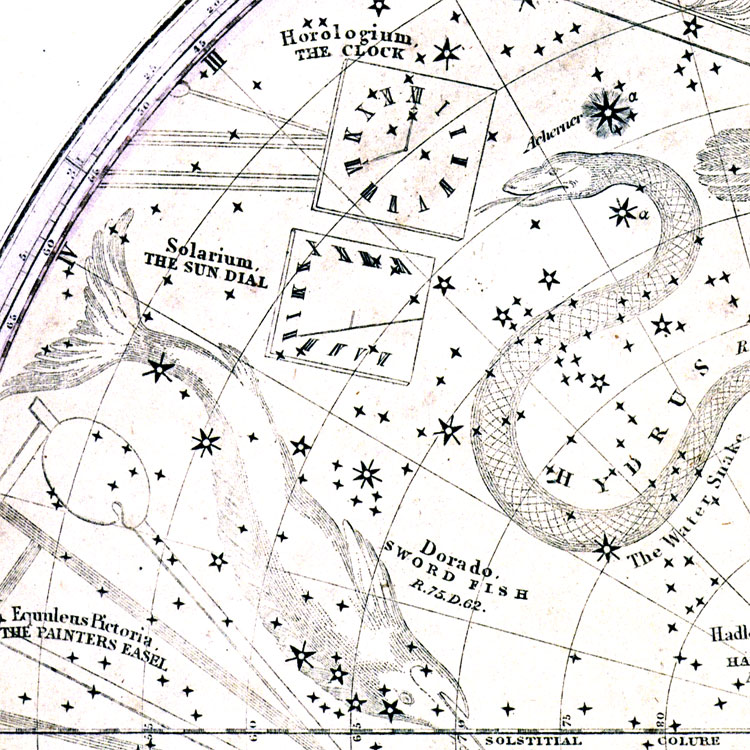
Изображение созвездия в атласе 1838 года

Со́лнечные Часы́ (лат. Solarium) — отменённое созвездие южного полушария неба. В 1822 году в Англии астроном Александр Джеймсон издал «Звездный Атлас» (лат. «Celestial Atlas»), фактически, путеводитель по небу для любителей астрономии. В нём было представлено новое созвездие Солнечные Часы, однако, неизвестно, кто был истинным автором этого созвездия. Это созвездие было воспроизведено также в атласе для любителей «География небес» (англ. «The Geography of the Heavens») американским астрономом-любителем Илайджа Бурриттом в 1835 году. Ошибочно созвездие иногда приписывают Илайджа Бурритту.
Созвездие находилось между Часами, Золотой Рыбой и Южной Гидрой и представляло собой традиционные солнечные часы.
Созвездие никогда не пользовалось популярностью среди астрономов. Ныне созвездие не числится в официальном списке созвездий, составленном Международным астрономическим союзом.